# Prima Divisione 1940-1941 (pallacanestro maschile)
La Prima Divisione di pallacanestro maschile 1940-1941 è stata la quarta edizione del campionato come terzo livello italiano e l'undicesima edizione in assoluto con questa denominazione.

## X Girone

### Classifica Gruppo A
Il G.U.F. Messina si qualifica alla finale X Girone davanti a G.U.F. Catania e G.I.L. Siracusa.

### Classifica Gruppo B
L'Aviosicula si qualifica alla finale X Girone davanti a G.U.F. Palermo e G.I.L. Palermo.

### Finale
Il GUF Messina si qualifica per la finale.

## Girone finale
La fase finale del campionato della Federazione Italiana Pallacanestro si è disputata a Roma dal 27 al 29 giugno 1941.

### Classifica
|  | Pos. | Squadra                | Pt | G | V | P | PtF | PtS |
|  | ---- | ---------------------- | -- | - | - | - | --- | --- |
|  | 1.   | Caserma Romagnoli Roma | 6  | 3 | 3 | 0 | 91  | 58  |
|  | 2.   | Reyer Venezia          | 5  | 3 | 2 | 1 | 81  | 59  |
|  | 3.   | Borletti Milano        | 4  | 3 | 1 | 2 | 71  | 68  |
|  | 4.   | G.U.F. Messina         | 3  | 3 | 0 | 3 | 54  | 112 |

Legenda:
      Campionessa di Prima Divisione.
Regolamento:
Due punti a vittoria, uno a sconfitta.
Note:
Caserma Romagnoli campionessa di Prima Divisione. Nessuna delle squadre finaliste parteciperà alla Serie B 1941-1942.